# H (stripalbum)
H is een album uit de stripreeks Largo Winch, waarin de Joegoslaaf Largo Winch een van corruptie doordrongen miljardenbedrijf erft van zijn adoptievader Nerio. Het vormt qua verhaal een geheel samen met het volgende album, Dutch Connection. 

## Het verhaal
Op Schiphol wordt de Noor Sveig Larsen gearresteerd, waarna hij in de verhoorkamer wordt vermoord door zijn eigen bazen die hem hebben ontmaskerd als verrader. Zijn hoofd wordt een dag later tijdens de gala-opening van een nieuw hotel van Groep W in het bijzijn van Largo Winch opgediend.
De daaropvolgende morgen wordt Largo Winch door twee inspecteurs opgehaald voor een routineonderzoek omtrent de gebeurtenissen in het hotel. Door de voorzitter van de hoteldivisie van Groep W (Marcello Scarpa) wordt de advocaat Lemarchand met Largo meegestuurd. Halverwege de rit schiet de advocaat de beide inspecteurs echter neer en gaat ervandoor. Ooggetuigen menen gezien te hebben dat het Largo was die de agenten neerschoot en er rest Largo niets anders dan van een hoge brug in de Seine te springen. Hij ontkomt dankzij een clochard.
Simon Ovronaz is ondertussen aangewezen als de nieuwe bestuursvoorzitter van Winchair op de Bahama's, om intern onderzoek te doen naar wanpraktijken bij de luchtvaartmaatschappij van wijlen Michel Cardignac. Deze wanpraktijken komen aan de orde als John Sullivan en Dwight Cochrane door de Amerikaanse ambassadeur worden ingelicht over drugssmokkel onder de paraplu van Groep W. Tijdens dit gesprek blijkt dat er door Sveig Larsen in Thailand drugs werden geproduceerd, die vervolgens met vliegtuigen van Winchair werden getransporteerd.
Largo Winch heeft inmiddels contact gelegd met de aan de drugs verslaafde barones Solange Vandenberg, met wie hij op een zeejacht naar Amsterdam vlucht. De barones wordt gebruikt door de bende. Halverwege wordt dit schip met behulp van een bom opgeblazen. Largo en de barones ontsnappen ternauwernood.
De secretaresse van Simon blijkt een mol te zijn. Als ze op een gegeven moment uit de school klapt over haar echte opdrachtgevers, wordt er voor beiden een val opgezet. Ook zij weten te ontkomen en vluchten naar New York. Daar aangekomen vertelt Simon aan enkele medevoorzitters van Groep W hoe de drugshandel door Winchair ongeveer in elkaar zit. Niet Cardignac of Largo, maar een van de andere voorzitters is verantwoordelijk voor de drugshandel.

## Personages
- Cathy Blackman ( Verenigde Staten; p. 5)
- Dwight Cochrane ( Verenigde Staten; p. 5)
- James Donahue ( Verenigde Staten; p. 5)
- Joop van Dreema ( Nederland; p. 45)
- Freddy Kaplan ( Monaco; p. 24)
- Commissaris Karel ( Nederland; p. 23)
- Wolf Karsh ( Nederland  Zuid-Afrika; p. 4)
- Sveig Larsen ( Noorwegen; p. 1)
- Belinda Lee (p. 10)
- Lemarchand ( Frankrijk; p. 17)
- Majoor Malcombe ( Verenigd Koninkrijk; p. 23)
- Simon Ovronnaz ( Zwitserland; p. 10)
- Phaï-Tang ( Myanmar; p. 12)
- Marcello Scarpa ( Italië; p. 5)
- John Sullivan ( Verenigde Staten; p. 5)
- Barones Solange Vandenberg ( Frankrijk; p. 5)
- Largo Winch ( Verenigde Staten; p. 5)

### Overige personen
- Baintree (p. 10)
- Professor (Clochard) (p. 28)
- Daong (p. 4)
- Larry (p. 5)
- Meï-Lung (p. 13)
- Serveerster (p. 12)

## Locaties
- Bahama's
- New York
- Parijs
- Schiphol